# Club Ciudad de Bolívar
Il Club Ciudad de Bolívar è una società pallavolistica argentina, con sede a San Carlos de Bolívar e militante nel massimo campionato argentino, la Liga Argentina de Voleibol.

## Rosa 2017-2018
| N° | Nome                 | Ruolo | Data di nascita   | Nazionalità sportiva |
| -- | -------------------- | ----- | ----------------- | -------------------- |
| 1  | Gabriel Arroyo       | C     | 3 marzo 1977      | Argentina            |
| 2  | Maximiliano Gauna    | C     | 29 aprile 1989    | Argentina            |
| 3  | Leonardo Patti       | S     | 6 luglio 1978     | Argentina            |
| 4  | Edgardo Lioca        | P     | 22 dicembre 1990  | Argentina            |
| 5  | Nahuel Codesal       | L     | 6 dicembre 2000   | Argentina            |
| 6  | Rozalin Penčev       | S     | 11 dicembre 1994  | Bulgaria             |
| 7  | Théo Lopes           | S/O   | 31 agosto 1983    | Brasile              |
| 8  | Demián González      | P     | 21 febbraio 1983  | Argentina            |
| 9  | Daniel Galván        | C     | 8 febbraio 1988   | Argentina            |
| 10 | Miloš Nikić          | S     | 31 marzo 1986     | Serbia               |
| 10 | Frank Depestele      | P     | 3 settembre 1977  | Belgio               |
| 11 | Agustín Ramonda      | S     | 2 giugno 1991     | Argentina            |
| 12 | Federico Arce        | S     | 14 gennaio 1998   | Argentina            |
| 13 | Guillermo García     | S     | 21 settembre 1983 | Argentina            |
| 14 | Pablo Crer           | C     | 12 giugno 1989    | Argentina            |
| 15 | Luciano Roitero      | L     | 23 febbraio 2002  | Argentina            |
| 15 | Brian Saraceno       | S     | 15 marzo 1995     | Argentina            |
| 16 | Alexis González      | L     | 21 luglio 1981    | Argentina            |
| 17 | Germán Galdón        | P     | 4 marzo 1989      | Argentina            |
| 18 | José Ignacio Pacheco | S     | 4 maggio 2000     | Argentina            |
| 19 | Francesco Castellani | S     | 27 maggio 2000    | Argentina            |
| 20 | Martín Hernández     | S/O   | 23 marzo 1985     | Argentina            |

## Palmarès
- Campionato argentino: 8

2002-03, 2003-04, 2006-07, 2007-08, 2008-09, 2009-10, 2016-17, 2018-19
- Coppa ACLAV: 5

2006, 2007, 2008, 2009, 2014
- Coppa Máster: 2

2012, 2015
- Torneo Súper 8: 1

2008
- Coppa Libertadores: 1

2018-19
- Campionato sudamericano per club: 1

2010